# Gootee-Nunatak
Der Gootee-Nunatak ist ein rund 250 m hoher Nunatak an der Shackleton-Küste der antarktischen Ross Dependency. Er ist der einzige Felsvorsprung am westlichen Ende der Couzens Bay.
Eine Mannschaft um den US-amerikanischen Geologen Edmund Stump (* 1946) von der Arizona State University erkundete ihn zwischen 2000 und 2001 im Rahmen des United States Antarctic Program. Namensgeber ist Brian Francis Gootee (* 1972), der dieser Mannschaft angehörte.